# Willem Walraven
Willem Walraven (Dirksland, 7 juni 1887 – Banjoewangi, 13 februari 1943) was een Nederlands auteur en journalist. Hij werkte soms onder het pseudoniem Maarten Cornelis, dat hij ook wel afkortte tot M.C.

## Biografie
Walraven werd geboren in 1887 in het Zuid-Hollandse Dirksland als zoon van de kruidenier Frans Walraven en Antje van Kassel. Hij emigreerde in 1909 naar Canada, maar keerde in 1914 alweer terug naar Dirksland. In 1915 gaf hij zich op voor het Nederlands-Indisch Leger en vertrok hij naar Nederlands-Indië. In het leger werkte hij als telegrafist en verrichtte hij daarnaast ook andere kantoorwerkzaamheden. In 1918 verliet hij de dienst en ging hij werken als boekhouder bij een oliefabriek in Banjoewangi op de oostpunt van Java. Na 1922 deed hij hetzelfde werk bij diverse suikerfabrieken. In 1929 deed hij een poging om een verlopen hotel in Pasoeroean weer rendabel te maken. Het kwam hem op zware verliezen te staan. Hij verhuisde vanaf 1922 diverse malen tot hij zich in 1931 vestigde in Blimbing, in de buurt van Malang.
In 1930 koos hij voor een leven als freelance journalist voor de Indische Courant, waar hij al vijf jaar af en toe voor schreef. Zijn stukken werden populair en trokken ook de aandacht van E. du Perron, die hem in 1939 persoonlijk ontmoette en zorgde dat hij ook in Nederland kon publiceren. In november 1940 werd in Nederlands-Indië het cultureel maandblad De Fakkel opgericht, dat weer verdween in december 1941, aan de vooravond van de Japanse bezetting. Voor dat blad schreef hij vier korte verhalen, waarvan er twee nog net voor de opheffing van het blad konden worden geplaatst: Op de grens en De clan. Beide verhalen zijn autobiografisch.
Walraven trouwde in 1919 met de Soendanese vrouw Itih (1898-1969) en kreeg negen kinderen met haar, van wie er één jong overleed. Walraven stierf op 13 februari 1943 in het jappenkamp Kesilir in Banjoewangi door malaria, dysenterie en uitputting.
Walraven haatte zijn geboortedorp Dirksland, maar onderhield wel een intensieve correspondentie met zijn broer, die daar nog woonde, en liet zich uitgebreid informeren over alles wat daar voorviel. Maar ook in Indië voelde hij zich niet thuis. Het Indische voedsel wilde hij niet eten; hij leerde Itih Europees te koken. Hij had een hekel aan de ‘Europese’ gemeenschap, waar hij toch al niet ten volle geaccepteerd werd, omdat hij met een ‘inlandse’ vrouw was getrouwd. Maar voor haar Soedanese familie bleef hij altijd een buitenstaander.
Door de inspanningen van vooral Rob Nieuwenhuys zijn na de Tweede Wereldoorlog een paar selecties uit Walravens journalistieke werk en correspondentie verschenen. Vooral zijn brieven trokken veel aandacht. In 2000 schreef de neerlandicus Frank Okker zijn proefschrift over Walraven.

## Werken gepubliceerd in boekvorm
- Op de grens: korte verhalen, brieven, kronieken, G.A. van Oorschot, Amsterdam (1952)
- Brieven aan familie en vrienden 1919-1941, G.A. van Oorschot, Amsterdam (uitgegeven door Rob Nieuwenhuys) (1966, 2e vermeerderde druk in 1992)
- Eendagsvliegen: journalistieke getuigenissen uit kranten en tijdschriften, G.A. van Oorschot, Amsterdam (uitgebreide versie van Op de grens) (1971)
- Een maand in het boevenpak, Thomas en Eras, ’s-Gravenhage (1978)
- Levenslijnen: herinneringen aan Dirksland en Flakkee, Commissie Herdenking Willem Walraven, Dirksland (bibliofiele uitgave in een oplaag van 600 exemplaren) (1993)
- De Red-star library, Burgersdijk & Niermans, Leiden (nieuwjaarswens voor 1998, met een inleiding van Frank Okker) (1997)
- Modjokerto in de motregen: reizen over Java en Madoera, KITLV Uitgeverij, Leiden (1998)